# Cotocide
Cotocide (in greco antico: Κοθωκίδαι?, Kothokídai) era un demo dell'Attica, probabilmente collocato presso la moderna Hagios Ioannes a Goritsa, a nord di Aspropyrgos, a poco meno di 6 km a nord-est di Eleusi.

## Descrizione
Il demo prende il nome da un'antica famiglia nobile locale. Cotocide era considerato dagli antichi ateniesi un luogo remoto: ne Le donne alle Tesmoforie di Aristofane, quando Clistene chiede a Mnesiloco, che finge di essere una donna, chi sia suo marito, questo fa il nome di un tale di Cotocide, sperando che il suo interlocutore non conosca quel luogo.